# Приступа, Дарья Сергеевна
Да́рья (Дари́на) Серге́евна Присту́па (род. 26 ноября 1987, Донецк) — украинская легкоатлетка, специалистка по бегу на короткие дистанции. Выступала за сборную Украины по лёгкой атлетике в первой половине 2010-х годов. Чемпионка Европы в программе эстафеты, заслуженный мастер спорта Украины.

## Биография
Дарья Приступа родилась 26 ноября 1987 года в городе Донецке Украинской ССР. Проходила подготовку в донецкой Школе высшего спортивного мастерства.
В 2010 году вошла в основной состав украинской национальной сборной и выступила на чемпионате Европы в Барселоне, где заняла 14 место на дистанции 400 метров и пятое место в женской эстафете 4 × 400 метров (впоследствии в связи с дисквалификацией российской команды переместилась в итоговом протоколе на четвёртую позицию).
В 2011 году побывала на европейском первенстве в помещении в Париже, тоже стартовала здесь в четырёхсотметровых дисциплинах, индивидуальном забеге и эстафете.
На чемпионате Европы 2012 года в Хельсинки финишировала шестой в финале дистанции 400 метров, тогда как в эстафете 4 × 400 метров их команда добилась победы, хотя Приступа бежала только на предварительном этапе (в финальном забеге её заменила Ольга Земляк). Благодаря череде удачных выступлений удостоилась права защищать честь страны на летних Олимпийских играх в Лондоне — приехала сюда в качестве запасной бегуньи эстафетной команды, и в конечном счёте ей так и не удалось выйти на старт.
После лондонской Олимпиады Приступа осталась в легкоатлетической команде Украины и продолжила принимать участие в крупнейших международных соревнованиях. Так, в 2013 году она вступила на чемпионате мира в Москве, где в финале эстафеты 4 × 400 метров её команда показала четвёртый результат, остановившись в шаге от призовых позиций.
В 2014 году на чемпионате Европы в Цюрихе участвовала в квалификационном забеге эстафеты 4 × 400 метров и тем самым помогла команде выйти в финал, однако в самом финале, где украинки финишировали вторыми, участия не принимала.
Вынуждена была прервать спортивную карьеру в 2016 году в связи с болезнью — ей диагностировали лимфому Ходжкина.
За выдающиеся спортивные достижения удостоена почётного звания «Заслуженный мастер спорта Украины».